# Temporada de ciclones na região da Austrália de 2014-2015
A temporada de ciclones da região australiana de 2014-15 foi um pouco abaixo da média da temporada de ciclones tropicais. A temporada decorreu oficialmente de 1 de novembro de 2014 a 30 de abril de 2015, no entanto, um ciclone tropical pode se formar a qualquer momento entre 1 de julho de 2014 e 30 de junho de 2015 e contará para o total da temporada. Durante a temporada, os ciclones tropicais foram monitorados oficialmente, por um dos cinco Centros de Alerta de Ciclones Tropicais (TCWCs) que operam na região.
Três dos cinco centros são operados pelo Australian Bureau of Meteorology (BoM) em Perth, Darwin e Brisbane, enquanto os outros dois são operados pelo Serviço Meteorológico Nacional de Papua-Nova Guiné em Porto Moresby e pela Agência Meteorológica, Climatológica e Geofísica da Indonésia em Jacarta, Indonésia. O Joint Typhoon Warning Center (JTWC) dos Estados Unidos e outros serviços meteorológicos nacionais, incluindo a Météo-France, também monitoraram a bacia durante a temporada.

## Previsões sazonais
| Região                                                | Chance de mais | Número médio | Atividade atual |
| ----------------------------------------------------- | -------------- | ------------ | --------------- |
| Inteira                                               | 34%            | 11           | 8               |
| Ocidental                                             | 43%            | 7            | 3               |
| Noroeste                                              | 38%            | 5            | 0               |
| Norte                                                 | 46%            | 3            | 2               |
| Oriental                                              | 42%            | 4            | 3               |
| Pacífico Sul                                          | 48%            | 15           | 9               |
| Pacífico Sul Ocidental                                | 56%            | 8            | 7               |
| Pacífico Sul Oriental                                 | 47%            | 11           | 2               |
| Fonte: BOM's Seasonal Outlooks for Tropical Cyclones. |                |              |                 |

Antes da temporada de ciclones, o Australian Bureau of Meteorology (BoM) , o Instituto Nacional de Pesquisa Hídrica e Atmosférica da Nova Zelândia (NIWA) e vários outros serviços meteorológicos do Pacífico, todos contribuíram para a previsão de ciclones tropicais da Atualização do Clima da Ilha que foi divulgada em 20 de outubro14. A perspectiva levou em consideração as condições neutras do ENSO que foram observadas em todo o Pacífico e estações analógicas que tiveram condições neutras do ENSO e do El Niño fracas ocorrendo durante a temporada. A perspectiva previa que um número quase médio de ciclones tropicais para a temporada de 2014-15, com oito a doze ciclones tropicais nomeados, ocorresse entre 135 °E e 120 °W em comparação com uma média de 10.  Esperava-se que pelo menos quatro dos ciclones tropicais se tornassem ciclones tropicais severos de categoria 3, enquanto três poderiam se tornar ciclones tropicais severos de categoria 4, eles também observaram que um ciclone tropical severo de categoria 5 era improvável de ocorrer.
Além de contribuir para as perspectivas do Island Climate Update, o BoM emitiu oito previsões sazonais durante outubro de 2014, para a região australiana e o Pacífico Sul, com cada previsão cobrindo todo o ano do ciclone tropical. Cada previsão emitida levou em consideração as condições próximas ao El Niño que se desenvolveram na região e o episódio do El Niño que se esperava ocorrer durante a temporada. Para a bacia como um todo, eles previram que havia 34% de chance de que a temporada se aproximasse de sua média de cerca de 11 ciclones tropicais.  Para a região oeste entre 90 °E e 125° E, o BoM previu que a área veria atividade próxima à média de 7, com 43% de chance de uma temporada de ciclones acima da média. O TCWC Perth também observou que havia uma probabilidade de dois ciclones tropicais e uma probabilidade significativa de pelo menos um ciclone tropical severo impactar a Austrália Ocidental.
Para a sub-região Noroeste entre 105 °E e 130° E, previu-se que a atividade estaria abaixo da média, com uma chance de 38% de atividade de ciclone tropical acima da média. O Território do Norte, que foi definido como estando entre 125 ° E e 142,5 ° E, teve 46% de chance de uma temporada acima da média, com TCWC Darwin observando que todos os fatores climáticos apontavam para uma temporada típica de ciclones tropicais para o norte da Austrália. Previu-se que a região leste entre 142,5 °E e 160 °E teria uma temporada de ciclones tropicais quase normal, embora tenha sido notado que havia a possibilidade de um início atrasado da temporada. O BoM também emitiu 3 previsões sazonais para o Pacífico Sul entre 142,5 °E e 120 °W, uma para a região do Pacífico Sul Ocidental entre 142,5 °E e 165 °E e uma para a região do Pacífico Sul Oriental entre 165 ° E e 120 ° C. Eles previram que a região como um todo experimentaria uma atividade de ciclones tropicais próxima à média durante a próxima temporada, com 55% de chance de estar acima da média.  Previu-se que a região Oeste teria 39% de chance de estar acima da média, enquanto a região Leste tinha 55% de chance de estar acima da média.
Uma previsão atualizada de ciclones tropicais da Atualização do Clima da Ilha foi emitida durante fevereiro de 2015, sugerindo que a atividade quase normal ainda era possível. A previsão levou em consideração os Ciclones Tropicais Niko e Ola, bem como as fracas condições do El Niño, que deveriam persistir na região. Como resultado, a atualização previu que seis a oito ciclones tropicais nomeados se desenvolveriam na bacia, o que elevaria o total geral para entre oito e dez ciclones tropicais. A atualização também previu que pelo menos quatro ciclones tropicais se intensificariam na categoria três ciclones tropicais severos, dos quais três poderiam se intensificar e se tornar uma categoria quatro ou cinco ciclones tropicais severos.

## Sistemas

### Ciclone tropical Bakung
Durante 10 de dezembro, uma baixa tropical desenvolveu cerca de 535 km ao nordeste das Ilhas Cocos (Keeling). O sistema havia se desenvolvido dentro de um ambiente favorável para desenvolvimento posterior, com cisalhamento do vento vertical de baixo a moderado e um bom escoamento em direção aos pólos que estava sendo reforçado por um vale de baixa pressão. Ao longo do dia seguinte, o sistema gradualmente intensificou e desenvolveu-se ainda mais, com a convecção atmosférica se aprofundando próximo ao centro do sistema. O TCWC Jakarta posteriormente chamou a baixa Bakung em 11 de dezembro, pois se pensava que o sistema havia se tornado um ciclone tropical de categoria 2 na escala australiana. Ao mesmo tempo, TCWC Jakarta relatou que Bakung havia atingido o pico com velocidades de vento sustentadas de 10 minutos de 95 km/h (59 mph) antes que o JTWC iniciasse alertas no sistema mais tarde naquele dia e o designasse como ciclone tropical 03S.
Em 12 de dezembro, TCWC Jakarta relatou que o sistema havia enfraquecido em um ciclone tropical de Categoria 1, enquanto o JTWC relatou que o sistema havia se intensificado ligeiramente e atingido seu pico de intensidade com velocidades de vento sustentadas de 1 minuto de 65 km/h (40 mph). Cedo no dia seguinte, enquanto o ciclone tropical Bakung continuava a se mover para o oeste, ele saiu da região australiana e entrou no Oceano Índico Sudoeste. No entanto, durante aquele dia, o centro de circulação de baixo nível do sistema ficou exposto e deslocou cerca de 280 km da convecção profunda. Como resultado, o TCWC Jakarta e o JTWC emitiram seus avisos finais sobre o sistema, enquanto RSMC La Reunion declarou que era um remanescente baixo em seu único aviso no sistema.

### Ciclone tropical severo Kate
Em 21 de dezembro, TCWC Perth relatou que Baixa tropical 04U havia se desenvolvido dentro do vale das monções ao sudeste de Sumatra, Indonésia. Ao longo dos dias seguintes, o sistema desenvolveu-se gradualmente à medida que se movia para sudeste, antes de começar a se mover para sudoeste, passando pelas ilhas Cocos (Keeling) em 23 de dezembro. Cedo no dia seguinte, ele se intensificou em um ciclone tropical de categoria 1, quando o BOM chamou o sistema de Kate. No dia seguinte, Kate continuou a se intensificar à medida que um olho se desenvolveu e atingiu o pico de intensidade como um ciclone tropical severo de categoria 4 como. Em 27 de dezembro, enfraqueceu ao passar por um ciclo de substituição da parede do olho. Em 30 de dezembro, o TCWC Perth relatou que Kate havia se mudado da região australiana para a bacia do sudoeste do Oceano Índico, divulgando seu último boletim.
107,6 mm de chuva foram registados em um período de 24 horas na ilha. Inundações foram relatadas em Home e West Islands. Algumas árvores foram danificadas e houve alguns danos materiais.

### Baixa tropical 05U
Em 2 de janeiro, o TCWC Perth e Darwin começaram a monitorar o Baixa tropical 05U, que se desenvolveu no vale das monções perto de Wyndham, na região de Kimberley, no oeste da Austrália. Ao longo dos próximos dias, a baixa moveu-se lentamente em direção ao sudoeste e passou para o sudeste de Derby durante 6 e 7 de janeiro. Em 8 de janeiro, a baixa começou uma trilha para o sul antes de seguir para o leste em 9 de janeiro. Durante o mesmo dia, a baixa moveu-se ao sul de Fitzroy Crossing e ao sul de Halls Creek no final da tarde. O sistema cruzou para o Território do Norte no início de 10 de janeiro antes de se dissipar mais tarde naquele dia.

No total, mais de 1000 mm de chuva foram registados nas comunidades do interior devido ao 05U.

### Baixa tropical 07U
Em 10 de janeiro, o BoM começou a monitorar uma baixa tropical ao sul das Ilhas Salomão. Ele se moveu gradualmente para o sul, passando logo a leste da Austrália, antes de ser notado pela última vez no dia 13 do mesmo mês, quando se dissipou para o noroeste da Nova Caledónia.
Ele atingiu um pico de 55km/h (35 mph) em sua vida útil, com 998 hPa (mbar).

### Ciclone tropical severo Lam
O ciclone Lam foi a tempestade mais forte a atingir o Território do Norte da Austrália desde o ciclone Monica em 2006. Formou-se a partir do vale das monções em 12 de fevereiro no Mar de Coral. Durante grande parte de sua duração, o sistema moveu-se para o oeste devido a uma crista ao sul. O sistema cruzou a Península do Cabo York e se mudou para o Golfo de Carpentaria, onde gradualmente se organizou devido às águas quentes e fluxo favorável. Em 16 de fevereiro, o Bureau of Meteorology (BoM) classificou-o como Categoria 1 na escala de intensidade de ciclones tropicais australianos e deu-lhe o nome de Lam. A tempestade se intensificou ainda mais enquanto se dirigia para as Ilhas Wessel, desenvolvendo um olho e se fortalecendo para o equivalente a um furacão mínimo em 18 de fevereiro. Ele fortaleceu-se para atingir ventos máximos sustentados de 185 km/h (115 mph) no início de 19 de fevereiro antes de virar para sudoeste, tornando-o um ciclone de categoria 4. Naquele dia, atingiu o Território do Norte entre Milingimbi e a Ilha de Elcho em intensidade máxima e enfraqueceu rapidamente. Cerca de seis horas depois de Lam desembarcar, o ciclone Marcia atingiu Queensland como um ciclone de categoria 5, marcando a primeira vez que duas tempestades de intensidade de categoria 4 atingiram a Austrália no mesmo dia.
Em seus estágios de formação, Lam produziu fortes chuvas e inundações no extremo norte de Queensland. Mais tarde, as chuvas do ciclone estabeleceram recordes diários de precipitação no Território do Norte. No entanto, os ventos causaram os maiores danos, com rajadas estimadas em até 230 km/h (140 mph). A rajada mais alta foi 170 km/h (110 mph) no Cabo Wessel na Ilha Rimbija. Lam causou uma destruição considerável, afetando principalmente as comunidades indígenas locais. O dano total no Território do Norte atingiu pelo menos A $ 82,4 milhões (US $ 64,3 milhões).

### Ciclone tropical severo Marcia
Em 16 de fevereiro, o BoM começou a monitorar uma fraca perturbação tropical no Mar de Coral. Rapidamente se desenvolveu em um ciclone tropical de categoria 1 em 18 de fevereiro, ganhando o nome de Márcia. Foi atualizado para a Categoria 2 no dia seguinte, quando tinha aproximadamente 555 km ao norte de Bundaberg e novamente atualizado para ciclone tropical severo de Categoria 3 quando aproximadamente 290 km ao norte de Yeppoon. Em 19 de fevereiro, devido a um olho claro em desenvolvimento, o JTWC atualizou Marcia para a Categoria 2, enquanto o BoM a atualizou para a Categoria 4. Devido à rápida intensificação, Marcia tornou-se uma Categoria 5 de acordo com o BoM no início de 20 de fevereiro. Afetou Queensland e foi observada pela última vez no dia 26 do mesmo mês em que se dissipou, a oeste-sudoeste da Nova Caledónia.
O barco de dois pescadores que viajavam para a Ilha Fraser afundou devido ao mar agitado na manhã de 19 de fevereiro, no entanto, eles foram encontrados em segurança e bem na Ilha Moon Boom na manhã seguinte. A tempestade causou grandes danos em Queensland, com perdas no valor de A $ 750 milhões (US $ 590,5 milhão).

### Ciclone tropical severo Olwyn
Em 8 de março, o BoM começou a monitorar uma baixa tropical fraca sobre a Austrália Ocidental. O sistema foi posteriormente designado como 16U alguns dias depois. Devido a um aumento na convecção, tanto o BoM quanto o JTWC atualizaram o sistema para um ciclone tropical de categoria 1, batizando-o de Olwyn em 11 de março. Pouco antes de 12 de março, Olwyn desenvolveu rapidamente um olho irregular, quando o BoM atualizou o sistema para um ciclone tropical severo de categoria 3. No início de 13 de março, Olwyn atingiu seu pico de força de 140 km/h (87 mph) enquanto o JTWC o classificou como um ciclone de categoria 2. No entanto, depois de algumas horas, o JTWC o rebaixou para um ciclone de categoria 1, já que enfraquecia com a interação terrestre. No mesmo dia, Olwyn atingiu a costa sudoeste da Austrália como um ciclone enfraquecido. Enfraquecendo-se rapidamente no interior, emergiu no Oceano Antártico como uma baixa decadente remanescente. Ele se dissipou adiante.
Olwyn causou grandes danos ao longo da costa da Austrália Ocidental, de Onslow a Kalbarri. Em preparação para a tempestade, a autoridade dos Portos de Pilbara fechou os portos de Dampier e Ashburton. Toda a força de trabalho na Ilha de Barrow foi evacuada para o abrigo contra ciclones da ilha. Rajadas de vento de 128 km/h (80 mph) e 141,6 mm de chuva foi registada na ilha quando ela foi atingida por Olwyn. Após o desembarque, uma rajada de vento máxima de 180 km/h (110 mph) foi registado em Learmonth. Danos materiais moderados ocorreram nas proximidades de Exmouth, com várias casas sendo inundadas com a água da enchente após 141,8 mm de chuva caiu em 24 horas. Árvores foram arrancadas e a energia foi cortada por vários dias. O Exmouth Yacht Club sofreu grandes danos com a tempestade de Olwyn. Os danos foram mais graves mais ao sul em Carnarvon, onde a maioria das casas não são construídas de acordo com os padrões de ciclone, ao contrário de Exmouth. Olwyn passou pela cidade com status de categoria 3, destruindo várias casas e destruindo gravemente várias casas, enquanto muitos galpões e edifícios anexos foram totalmente destruídos. As instalações de água e energia da cidade foram danificadas, deixando a área sem água e eletricidade por dias. Toda a safra de banana na área de Carnarvon foi destruída pelos ventos fortes e inundações da tempestade. O rio Gascoyne experimentou sua enchente mais severa desde 2010 devido às chuvas de Olwyn. Uma pessoa sofreu ferimentos fatais em um acidente de carro relacionado com uma tempestade, mais tarde ele foi declarado morto quando morreu no hospital devido aos ferimentos. O dano total em Carnarvon foi estimado em mais de A $ 100 milhões (US $ 76,3 milhões), e Olwyn foi considerado o ciclone mais severo que atingiu a cidade desde 1950.
Um total de 121,8 mm de chuva caiu em 24 horas em Shark Bay de Olwyn, estabelecendo um recorde de maior quantidade de chuva registada em março no que é normalmente o lugar mais árido da costa australiana. Pequenos danos a propriedades e árvores ocorreram em Denham. Mais ao sul, 8 mm de chuva e 76 km/h (47 mph) rajadas de vento foram relatadas em Geraldton. A baixa remanescente de Olwyn causou 15 mm - 25 mm de chuva em todo o Wheatbelt, o que foi benéfico para os agricultores da área. Perth registou 12,8 mm de chuva e temperaturas mais amenas à medida que os restos de Olwyn se moviam para o Oceano Antártico. Em 15 de março, os remanescentes de Olwyn trouxeram fortes tempestades ao sul da Austrália Ocidental. Olwyn foi o primeiro ex-ciclone tropical a afetar Geraldton, a região de Wheatbelt e Perth desde o ciclone Iggy em 2012.

### Ciclone tropical severo Nathan
Logo após o ciclone Pam ser classificado no Pacífico Sul, as bandas de chuva externas de Pam levaram à formação de uma baixa tropical perto da Austrália em 9 de março. Mais tarde naquele dia, o BoM designou o sistema como 17U e se intensificou no ciclone tropical Nathan várias horas depois. Ele executou lentamente um ciclo ciclônico ao longo dos dias seguintes, movendo-se através da Terra de Arnhem. Depois de intensificar para uma intensidade de pico inicial de 165 km/h (103 mph), Nathan enfraqueceu ao cruzar a Península do Cabo York e reintensificou sobre o Golfo de Carpentária. Ele impactou Terra de Arnhem como um equivalente a um ciclone de categoria 1, antes de atingir Darwin, Território do Norte no mesmo dia, e dissipou depois. Em 30 de março os remanescentes de Nathan trouxeram 106 mm de chuva para Onslow, Austrália Ocidental. O ciclone Nathan atingiu a Terra de Arnhem um mês após o ciclone Lam.
O dano total no norte de Queensland foi de cerca de A$ 74,8 milhões (US $ 57 milhão).

### Ciclone tropical severo Ikola
Em 6 de abril, o BoM relatou que Ikola havia entrado na bacia como um ciclone tropical severo da bacia do sudoeste do Oceano Índico e foi designado como 19U. Ikola enfraqueceu rapidamente devido à mudança para uma região de crescente cisalhamento do vento, tornando-se um ciclone tropical de categoria 3 na noite de 7 Abril. Junto com a diminuição das temperaturas da superfície do mar e novos aumentos do cisalhamento do vento fizeram Ikola enfraquecer mais para uma baixa tropical na tarde de 8 Abri l. A baixa então passou a se tornar um sistema de valas, trazendo fortes chuvas para as partes do sudoeste da Austrália Ocidental e tempestades severas para o sudeste da Austrália Ocidental. Ikola encharcou a Austrália Ocidental Central e afetou Perth de 6 a 12 de abril.

### Ciclone tropical severo Quang
Ikola também foi o primeiro ciclone a entrar na bacia australiana vindo da bacia do sudoeste do Oceano Índico desde o ciclone Alenga em 2011.
Em 27 de abril, o BoM começou a monitorar uma baixa tropical sobre a Austrália Ocidental que se formou a partir de um vale de monções. Mais tarde naquele dia, o sistema se intensificou gradualmente ao ser designado como 21U. No dia seguinte, 21U se intensificou no ciclone tropical Quang. Quang intensificou-se rapidamente durante os dias 29 e 30 de abril, atingindo a intensidade máxima de um ciclone tropical severo de categoria 4. Quang foi localizado 600 km a noroeste da região de North West Cape antes de virar na direção sudeste. Quang mudou-se para sudeste durante 1 Pode enfraquecer rapidamente devido a um aumento do cisalhamento do vento, interrompendo a estrutura dos ciclones no processo. Quang foi rebaixado para um ciclone tropical severo de categoria 3 na manhã de 1 Maio e continuou a enfraquecer durante o dia, tornando-se uma Categoria 1 antes de atingir a costa de Exmouth na noite de 1º de maio e rapidamente enfraqueceu para uma baixa tropical após atingir Exmouth. Ele se dissipou depois disso. Quang causou danos mínimos a Exmouth, na Austrália Ocidental.

### Ciclone tropical Raquel
No final de 30 de junho, a Depressão Tropical 17F mudou-se do Pacífico Sul para a região australiana e intensificou-se gradualmente para o Ciclone Tropical Raquel. Depois de ficar à deriva pelos próximos dois dias, ele saiu da bacia, voltando para o sul do Pacífico. No entanto, Raquel voltou a entrar na bacia no início de 4 de julho como uma depressão enfraquecedora. No dia seguinte, Raquel foi declarada baixa remanescente.
De acordo com o Bureau of Meteorology, é o único caso conhecido de um ciclone tropical durante o mês de julho na região desde o início da era dos satélites (pelo menos desde 1970). Como um subproduto de se tornar um ciclone tropical no primeiro dia do novo ano de ciclone, ele marcou o início de uma temporada na bacia já registado.

### Outros sistemas
Em 3 de dezembro, TCWC Perth relatou que Baixa tropical 01U havia se desenvolvido em águas abertas ao sudoeste das Ilhas Cocos (Keeling), depois que várias aplicações da técnica Dvorak produziram resultados entre T2.0 e T3.0. Eles também relataram que a baixa pode se transformar em um ciclone tropical durante as seis a doze horas seguintes; no entanto, o TCWC Perth emitiu seu parecer final sobre o sistema durante o dia seguinte, pois o sistema provavelmente não se tornaria um ciclone tropical e já havia começado enfraquecimento.
Em 13 de dezembro, TCWC Perth relatou que uma baixa tropical havia se desenvolvido, ao sul da ilha indonésia de Java. As condições em torno do sistema eram desfavoráveis para desenvolvimento nos próximos dias, no entanto, o TCWC Perth achava que havia uma pequena chance de que as condições pudessem melhorar. Ao longo dos dias seguintes, o sistema moveu-se para sudoeste, antes de ser observado pela última vez em 15 de dezembro, uma vez que não era esperado que se desenvolvesse mais.
Em 10 de janeiro, TCWC Brisbane relatou que Baixa tropical 06U havia se desenvolvido dentro do vale das monções, dentro de um ambiente desfavorável para um maior desenvolvimento ao nordeste de Queensland. Ao longo dos próximos dias, o sistema moveu-se para sudeste e pode ter influenciado a trajetória do Baixa tropical 07U, antes de ser notado pela última vez em 13 de janeiro.
Durante o dia 17 de janeiro, uma baixa tropical que havia sido monitorada pelo BoM por alguns dias, mudou-se do Território do Norte para a região norte de Kimberley. Ao longo dos próximos dias, o sistema moveu-se para sudoeste sobre a terra antes de se mover para o mar e para o Oceano Índico perto de Broome durante 19 de janeiro. Como os modelos de computador previam que as condições em torno da baixa seriam marginalmente favoráveis para um maior desenvolvimento, o TCWC Perth esperava que o sistema se transformasse em um ciclone tropical e emitiu conselhos sobre ciclones tropicais para áreas costeiras de Kuri Bay a Exmouth. No entanto, como o sistema passou mais tempo em terra do que o previsto, o cisalhamento vertical do vento não enfraqueceu tanto quanto o previsto. Como resultado, o sistema falhou em se transformar em um ciclone tropical ao se mover para sudoeste em direção à costa de Pilbara antes de se dissipar perto de Port Hedland em 20 de janeiro.
Em 13 de fevereiro, uma baixa tropical desenvolveu cerca de 700 km sudoeste das Ilhas Cocos (Keeling). O BoM parou de alertar sobre ele no final de 16 de fevereiro, enquanto se movia na direção sul.

## Nomes de tempestade
Durante a temporada, um total de 7 ciclones tropicais receberam um nome de BoM, seja por TCWC Perth, Darwin ou Brisbane, quando o sistema foi julgado como tendo velocidades de vento sustentadas de 10 minutos de 65 km/h. Houve apenas uma lista em que o Bureau of Meteorology atribuiu nomes aos ciclones tropicais desde a temporada de 2008-09. Além disso, TCWC Jakarta nomeou seu primeiro ciclone desde 2010, e usou o nome Bakung. Ciclones tropicais nomeados pelo TCWC Port Moresby são raros, com o último ciclone nomeado ocorrendo em 2007.
| - Kate - Lam - Marcia - Nathan | - Olwyn - Quang - Raquel - Stan (sem usar) |

Quatro nomes de ciclones seriam substituídos nesta temporada, com Lam, Marcia, Olwyn e Quang sendo aposentados e substituídos por Laszlo, Mingzhu, Oriana e Quincey, respectivamente.

## Efeitos sazonais
Esta é uma tabela de todas as tempestades na temporada de ciclones da região australiana de 2014-15. Ele menciona todas as tempestades da temporada e seus nomes, duração, intensidades de pico, danos e totais de mortes. As mortes entre parênteses são adicionais e indiretas (um exemplo de morte indireta seria um acidente de trânsito), mas ainda estavam relacionadas a essa tempestade. Danos e mortes incluem totais enquanto a tempestade foi extratropical, uma onda ou uma baixa, e todos os números de danos estão em 2014 USD.
| Nome                | Datas ativo          | Classificação máxima                | Velocidade de vento sustentados | Pressão               | Áreas afetadas                                       | Danos (USD)  | Fatalidades | Refs   |  |
| ------------------- | -------------------- | ----------------------------------- | ------------------------------- | --------------------- | ---------------------------------------------------- | ------------ | ----------- | ------ |  |
| 01U                 | 3 – 4 dezembro       | Baixa tropical                      | 55 km/h                         | 1000 hPa (29.53 inHg) | Nenhum                                               | Nenhum       | Nenhum      |        |  |
| Bakung              | 10 – 13 dezembro     | Ciclone tropical categoria 2        | 95 km/h                         | 991 hPa (29.26 inHg)  | Indonésia                                            | Nenhum       | Nenhum      |        |  |
| 03U                 | 13 – 15 dezembro     | Baixa tropical                      | Não definido                    | Não definido          | Nenhum                                               | Nenhum       | Nenhum      |        |  |
| Kate                | 21 – 30 dezembro     | Ciclone tropical severo categoria 4 | 165 km/h                        | 955 hPa (28.20 inHg)  | Ilhas Cocos (Keeling)                                | Menor        | Nenhum      | [ 20 ] |  |
| 05U                 | 2 – 10 janeiro       | Baixa tropical                      | Não definido                    | Não definido          | Western Australia                                    | Menor        | Nenhum      | [ 24 ] |  |
| 06U                 | 10 – 13 janeiro      | Baixa tropical                      | Não definido                    | Não definido          | Nenhum                                               | Nenhum       | Nenhum      |        |  |
| 07U                 | 10 – 13 janeiro      | Baixa tropical                      | 55 km/h                         | 998 hPa (29.47 inHg)  | Ilhas Salomão                                        | Nenhum       | Nenhum      |        |  |
| 08U                 | 16 – 20 janeiro      | Baixa tropical                      | 30 km/h                         | 1003 hPa (29.62 inHg) | Western Australia                                    | Nenhum       | Nenhum      |        |  |
| 12U                 | 13 – 16 fevereiro    | Baixa tropical                      | Não definido                    | Não definido          | Nenhum                                               | Nenhum       | Nenhum      |        |  |
| Lam                 | 13 – 20 fevereiro    | Ciclone tropical severo categoria 4 | 185 km/h                        | 943 hPa (27.85 inHg)  | Queensland, Território do Norte, Austrália Ocidental | $78 100 000  | Nenhum      | [ 52 ] |  |
| Marcia              | 15 – 26 fevereiro    | Ciclone tropical severo categoria 5 | 205 km/h                        | 930 hPa (27.46 inHg)  | Queensland                                           | $587 000 000 | Nenhum      |        |  |
| Olwyn               | 8 – 14 de março      | Ciclone tropical severo categoria 3 | 140 km/h                        | 955 hPa (28.20 inHg)  | Western Australia                                    | $76 300 000  | 1           |        |  |
| Nathan              | 9 – 25 de março      | Ciclone tropical severo categoria 4 | 165 km/h                        | 963 hPa (28.44 inHg)  | Queensland, Território do Norte, Austrália Ocidental | $57 000 000  | Nenhum      |        |  |
| Ikola               | 6 – 8 abril          | Ciclone tropical severo categoria 4 | 175 km/h                        | 953 hPa (28.14 inHg)  | Nenhum                                               | Nenhum       | Nenhum      |        |  |
| Quang               | 27 abril – 1 maio    | Ciclone tropical severo categoria 4 | 185 km/h                        | 950 hPa (28.05 inHg)  | Austrália Ocidental                                  | Menor        | Nenhum      |        |  |
| 22U                 | 12 – 14 maio         | Baixa tropical                      | Não definido                    | Não definido          | Ilhas Salomão                                        | Nenhum       | Nenhum      | Nenhum |  |
| Raquel              | 30 junho – 5 julho   | Ciclone tropical categoria 1        | 65 km/h                         | 996 hPa (29.41 inHg)  | Ilhas Salomão                                        | Menor        | 1           |        |  |
| Totais da temporada |                      |                                     |                                 |                       |                                                      |              |             |        |  |
| 17 sistemas         | 3 dezembro – 5 julho |                                     | 205 km/h                        | 930 hPa (27.46 inHg)  |                                                      | $798 milhões | 2           |        |  |